# Фигуроне (Рим)
Фигуроне је насеље у Италији у округу Рим, региону Лацио.
Према процени из 2011. у насељу је живело 42 становника. Насеље се налази на надморској висини од 55 м.